# Арсакија
Арсакија (грч. Ἀρσακία) је било место у унутрашњој Медији, које се налазило на око 88° ИГД и 36°30’ СГШ. Такође, исти термин се односио и на седиште источне Медије, Еуропос (или Рага). Стефан Византинац, међутим, помиње ово место другачије као Ἀρσάκη, као и Плиније Старији (Arsace).